# Rustom Lim
Rustom Lim (Manilla, 8 juli 1993) is een Filipijns wielrenner.

## Carrière
In 2012 won Lim het jongerenklassement van de Ronde van de Filipijnen. Twee maanden later werd hij zesde in de door Cris Joven gewonnen Ronde van Jakarta. In mei 2013 won Lim de wegwedstrijd tijdens de nationale kampioenschappen. Een dag later werd hij, achter Ronald Oranza, tweede in de tijdrit. Later dat jaar werd hij veertiende in de wegwedstrijd tijdens de Zuidoost-Aziatische Spelen.
In oktober 2016 werd Lim, achter Rahim Ememi, tweede in de eerste etappe in de Jelajah Malaysia. Later werd de Iraniër echter betrapt op het gebruik van doping, waardoor hij uit de uitslag werd geschrapt en Lim de overwinning kreeg toegeschreven. Een jaar later werd Lim derde in het eindklassement van die Maleisische etappekoers. In 2019 won hij de zesde etappe in de Ronde van Singkarak, waar hij vijf seconden eerder finishte dan Mirsamad Pourseyedi. In 2023 werd Lim nationaal kampioen op de weg.

## Overwinningen
2012
Jongerenklassement Ronde van de Filipijnen
2013
Filipijns kampioen op de weg, Elite
2016
1e etappe Jelajah Malaysia
2019
6e etappe Ronde van Singkarak
2023
Filipijns kampioen tijdrijden, Elite

## Ploegen
- 2013 –  LBC-MVPSF Cycling Pilipinas
- 2014 –  LBC-MVP Sports Foundation Cycling Team
- 2016 –  7 Eleven-Sava RBP (vanaf 26-7)
- 2017 –  7 Eleven Roadbike Philippines
- 2018 –  7 Eleven-Cliqq Roadbike Philippines
- 2019 –  7 Eleven Cliqq-air21 by Roadbike Philippines
- 2020 –  7 Eleven Cliqq-air21 by Roadbike Philippines
- 2022 –  Ningxia Sports Lottery Cycling Team
- 2023 –  Go For Gold Philippines
- 2024 –  Go For Gold Philippines

Antonio · Aquino · Bonzo · Brioso · Cariño · Lim · Lomotos · Navarra · Oranza
Berry · Cariño · Evers · Ewart · Felipe · Galedo · Kaneko · Lim · B. Martin · N. Martin · Nohales · Peralta · Perez
Bordeos · Cariño · Felipe · Galedo · Kaneko · Lim · B. Martin · N. Martin · Peralta · Perez